# Diocletian
Gaius Aurelius Valerius Diocletianus (egl. Diocles) (født ca. 236/237 e. Kr, død 3. december 316) var romersk kejser 284-305. Han var en af de mest nyskabende af de senromerske kejsere og skaber af Dominatet.
Han var søn af en frigiven slave fra Dalmatien, gik ind i militæret og avancerede langsomt til gardechef uden specielt at udmærke sig. Ved kejser Numerians død i 284 blev han udråbt til kejser af styrkerne i Østen, og besejrede året efter Numerians broder Carinus, hvorpå han stod som enehersker. Hans sejr afsluttede militæranarkiet.

## Regering
Diocletians tyve år lange regeringstid betød den største revolution i rigets historie siden Augustus' magtovertagelse. Under ham gennemførtes definitivt kejserdømmets officielle overgang til fyrstestatus samt en gennembureaukratisering af staten. Endelig indførtes – det kortvarige tetrarki (firekejserdømme), som foregreb opsplitningen af riget.
Han indsatte i 286 krigskammeraten Maximian Herculius som medregent i vest og blev selv hersker (og egentlig magthaver) i øst. Magtskiftet betød, at Rom forsvandt som hovedstad, da de to kejsere valgte hhv. Milano og Nikomedia i Lilleasien som residensbyer. Få år efter udnævntes yderligere et par medregenter (Constantius I Chlorus og Galerius) for hver rigshalvdel. De fik status af cæsarer (kronprinser). Diocletian forblev dog overkejser. Bortset fra en midlertidig løsrivelse af England, lykkedes det nogenlunde at holde fred, også ved grænserne.
Diocletian opbyggede dygtigt en særlig kejserlig administration, som overflødiggjorde den gamle blanding af kejserligt og republikansk bureaukrati. Senatet reduceredes til romersk byråd. Der oprettedes et særligt regeringsråd, Konsistorium. Den kejserlige prætorianergarde afskaffedes til fordel for en mere loyal palatinergarde. De enkelte lokaldistrikter blev lagt i faste rammer under et nyt embedskorps. Han søgte at sikre grænserne ved at tvinge soldaterne til at leve dér som bønder og forsvare jorden. Samtidig prøvede han at modvirke opløsningen af staten ved at gennemføre et system, som tvang alle til at fortsætte familiens håndværk og opretholde de forskellige erhverv ved at gøre dem arvelige – et forvarsel om middelalderens stænderstat. I 301 indførtes en ambitiøs, men mislykket, lov om maksimalpriser. Den er bevaret og er interessant, fordi den viser, hvilke fødevarer der forhandledes i Rom.
Også kejsermagtens ydre symboler opgraderedes. Diocletian brød med den halvrepublikanske herskerform, som mange forgængere havde anlagt, og optrådte åbenlyst som monark med stort hof og ceremoniel, lige som han lod sig dyrke som gud. Det synes dog mere at skyldes ønsket om at sikre kejserpostens prestige og eksklusivitet end personlig forfængelighed. Ved disse ændringer blev han en banebryder for den senere fyrsteopfattelse i Europa.
Diocletians sidste regeringsår prægedes af voldsomme kristenforfølgelser. Deres baggrund er ukendt, bortset fra at han synes påvirket af sin fanatisk antikristne svigersøn og medkejser Galerius, hans mistillid til de kristnes loyalitet og afvisning af hær og forsvar. Han udelukkede først kristne fra alle statsembeder, optrappede forfølgelserne og forbød kristendommen i 303. Forfølgelsen var meget omfattende, men synes at have ført til relativt få henrettelser. Ikke desto mindre hævder den kirkelige tradition, at Diocletian omkring år 303 lod titusinder af kristne, som nægtede at ofre til de hedenske guder, korsfæste på Ararats bjerg ("De ti tusinde martyrer"). Mere sikkert er det, at tortur, mishandling og tvangsarbejde forekom i stor udstrækning. Blandt ofrene var senere kendte helgener som Agnes og Lucia. Generelt mislykkedes forfølgelserne, der til dels blev saboteret af mindre engagerede underkejsere.
Svækket af sygdom, en hjerneblødning og skuffende resultater abdicerede Diocletian 1. maj 305 og gennemtvang et generationsskifte af kejsere i begge rigshalvdele. Systemet brød imidlertid hurtigt sammen, da tronkrævere nægtede at acceptere ordningen, og på få år brød voldsomme borgerkrige ud, der til sidst gjorde Konstantin den Store til enehersker. Diocletian isolerede sig i et slot i sin hjemby Spalato (Split), hvor han levede i fred til sin død. Slottet er i dag kendt som  Diocletians palads der i 1979 blev optaget på UNESCOs Verdensarvsliste.

## Eftermæle
Diocletian står mere tåget end flere andre betydelige romerske kejsere. Af kilderne fremstår han som en energisk, arbejdsom og hårdhændet mand, som med alle midler søgte at reformere riget for at bevare det. Hans kristenforfølgelser har skæmmet hans eftermæle, men ikke desto mindre må han regnes for én af middelalderstatens forløbere og det byzantinske systems grundlæggere. Det er svært at afgøre, hvor mange tvangs- og centraliseringsforanstaltninger, der skyldes ham, da efterfølgeren Konstantin videreførte kursen i skærpet grad.
Som basis for kalenderen fortsattes anno Diokletiani, helt til pave Johannes 1. ca. år 530 gav den lærde abbed Dionysius Exiguus i opdrag at beregne det følgende års påske. Exiguus beregnede påsken i de følgende 95 år, men erklærede, at han ville bruge anno Domini (= det Herrens år) i stedet for anno Diokletiani, fordi Diocletian dog havde forfulgt de kristne. Dermed indførte Exiguus den tidsregning, der bruges i dag; men indtil da var det Diocletians liv, man beregnede årstallene ud fra. 